# Jean Haudry
Jean Haudry, född 28 maj 1934 i Le Perreux-sur-Marne i Val-de-Marne, död 23 maj 2023, var en fransk lingvist och indolog, och grundare av Institut d'études indo-européennes vid Université Jean-Moulin-Lyon-III (Frankrike) med Jean-Paul Allard och Jean Varenne. Under Haudrys ledning gav institutet ut Études indo-européennes mellan 1982 och 1998. Han var professor i sanskrit och dekanus för litteraturfakulteten vid Université Lyon III och directeur d'études vid École pratique des Hautes Études. Han blev professor emeritus 2002. Jean Haudry var medlem i GRECE, och agerade ordförande vid dess 13:e symposiom 1978. Han bidrog till inrättandet av tidskriften Nouvelle École. Han var också ledamot av Front Nationals vetenskapliga råd, fram till splittringen av partiet där han följde Bruno Mégret till det nybildade Mouvement National Républicain. Jean Haudry deltar också i aktiviteter med gruppen Terre et Peuple grundad av Pierre Vial, en annan professor vid Université Lyon III.
Kort efter Jean Haudrys pensionering tillsatte Frankrikes utbildningsministerium en utredning för att se huruvida Haudrys institut stod i för nära förbindelse med den politiska radikalhögern. Utredningen avbröts när Haudrys efterträdare, Jean-Paul Allard, upplöste institutet och ombildade det till en förening fri från statlig tillsyn.

## Verk
- Les Indo-européens, Que sais-je?, Presses Universitaires de France, n°1965.
- L'Indo-européen, 'Que sais-je?', Presses Universitaires de France, n°1798.